# Oblast de Lipetsk
O oblast de Lipetsk (russo:  Ли́пецкая о́бласть, tr. Lípetskaia óblast) é uma divisão federal da Federação da Rússia.
O seu centro administrativo é a cidade de Lipetsk. De acordo com o censo populacional de 2010, tinha uma população de 1 173 513 habitantes.